# Schinopsis glabra
Schinopsis glabra là một loài thực vật có hoa trong họ Đào lộn hột. Loài này được Burkl. ex Mey. miêu tả khoa học đầu tiên.